# Scytodes univittata unilineata
Scytodes univittata là một phân loài nhện trong họ Scytodidae.
Loài này thuộc chi Scytodes. Scytodes univittata unilineata được Tord Tamerlan Teodor Thorell miêu tả năm 1887.